# Arenaria calcicola
Arenaria calcicola är en nejlikväxtart som beskrevs av Alexander Gilli. Arenaria calcicola ingår i släktet narvar, och familjen nejlikväxter. Inga underarter finns listade i Catalogue of Life.